# Азид свинцю
Ази́д сви́нцю — ініціювальна високобризантна вибухова речовина, яка є свинцевою сіллю азотистоводневої кислоти {\displaystyle {\ce {Pb(N3)2}}}. Вперше синтезований Курціусом в 1891 р. разом із азидами ртуті та срібла, застосовується в капсулях-детонаторах і електродетонаторах з 1907 року.

## Синтез
Азид свинцю може бути отриманий у результаті реакції між розчинами солей свинцю й азидів лужних металів, зазвичай азиду натрію і нітрату свинцю:
{\displaystyle {\ce {Pb(NO3)2 + 2NaN3 -> Pb(N3)2 v + 2NaNO3}}}
В промисловому синтезі використовують водні розчини, в цьому випадку утворюється дрібнокристалічний азид свинцю, відносно крупнокристалічний продукт може бути отриманий із використанням в якості розчинника розплавів сумішей нітратів лужних металів, які утворюють евтектичні суміші із низькими температурами плавлення (129 °C для {\displaystyle {\ce {LiNO3 / KNO3}}} і 218 °C для {\displaystyle {\ce {NaNO3 / KNO3}}}).
Отриманий такими методами азид свинцю забруднений катіонами (натрій) і аніонами (нітрат) вихідних солей, для синтезу азиду свинцю, вільного від таких забруднень використовують взаємодію розчинів нітриту свинцю і азотистоводневої кислоти:
{\displaystyle {\ce {1/2Pb(NO2)2 + 2HN3 -> 1/2Pb(N3)2 v + N2 ^ + N2O ^ + H2O}}}

## Характеристики
Азид свинцю — дрібний кристалічний порошок білого або світло-рожевого кольору з густиною 4,71-4,93 г/см³, практично нерозчинний у холодній воді і малорозчинний у гарячій, здатний у присутності вологи і за підвищеної температури реагувати з деякими металами. Азид свинцю і продукти його вибуху токсичні.
Застосовується як первинна ініціювальна вибухова речовина в детонаторах (капсулях-детонаторах, електродетонаторах). До удару, тертя, наколювання і дії вогню азид свинцю менш чутливий, ніж гримуча ртуть, але має більшу ініціюючу здатність. Для забезпечення надійності збудження детонації від полум’я покривають шаром стифнату свинцю. Для збудження детонації шляхом наколювання покривають шаром спеціального наколювального складу.
| Густина                  | 4,71-4,93 г/см³ |
| Температура спалахування | 325–350 °С      |
| Температура вибуху       | 4300 °С         |
| Швидкість детонації      | 3500 м/с        |
| Тротиловий еквівалент    | 0,36            |

При виготовленні капсулів-детонаторів споряджається в гільзи з алюмінію, з яким не реагує (але активно взаємодіє з міддю та її сполуками). Низька температура помітно не впливає на його чутливість, яка залежить від розміру та форми кристалів. Вода практично не змінює здатності азиду свинцю до вибуху.